# Oficyna domu przy ulicy Ruskiej 47/48a we Wrocławiu
Oficyna domu przy ulicy Ruskiej 47/48a – murowany budynek stojąca przy ulicy Ruskiej we Wrocławiu.
Czterokondygnacyjny budynek oficyny jest pozostałością po nieistniejącej już kamienicy frontowej wzniesionej w 1897 roku. Oficyna została wzniesiona w 1905 roku. Po 1945 roku w jej murach znajdowała się zakłady Intermoda.